# Santa Tulita
Santa Tulita är en ort i Mexiko.   Den ligger i kommunen Guadalupe y Calvo och delstaten Chihuahua, i den nordvästra delen av landet, 1 100 km nordväst om huvudstaden Mexico City. Santa Tulita ligger 2 274 meter över havet och antalet invånare är 125.
Terrängen runt Santa Tulita är kuperad åt nordost, men åt sydväst är den bergig. Santa Tulita ligger uppe på en höjd. Runt Santa Tulita är det mycket glesbefolkat, med 6 invånare per kvadratkilometer. Närmaste större samhälle är La Soledad, 18,8 km söder om Santa Tulita. I omgivningarna runt Santa Tulita växer huvudsakligen savannskog.